# Collection Eternod-Mermod
La collection Eternod-Mermod est une collection d'œuvres d'art née en 1989 de l'amitié de P. Eternod et J.-D. Mermod (par ailleurs petit-fils de l'éditeur Henry-Louis Mermod), autour de leur passion commune pour l'art et de l'achat en commun d'un dessin d'Aloïse Corbaz.

## Description
Cette collection d'Art Brut et apparenté a fait l'objet de cinq expositions personnelles:
- Collection Eternod-Mermod, Bègles, Musée de la Création Franche, 1994.
- Solitärer. Sarlingskonst fran Samling Eternod - Mermod, Lausanne, Kunstmuseum Malmö, 2000 et Waldemarsudde Museum Stockholm, 2001.
- zwei Freunde – eine Sammlung” Museum im Lagerhaus, Saint-Gall, 2003.
- Eternity has no door of Escape, Lugano, Galleria dell Gottardo, 2002.
- Amicalement Brut, Villeneuve d'Ascq, Lille Métropole Musée d'art moderne, d'art contemporain et d'art brut, LAM, 2011.

De nombreuses œuvres de la collection ont été prêtées à l'occasion de diverses expositions collectives: Lisières, Espal, le Mans  2003, Stadhoff Zwolle 1995 et 1997, Les rois perturbés, Musée du Dr Guislain, à Gand 1999, Private World, New York, Katonah, Katonah Museum of Art, 1999, Tree of Life 1995 et Treasures of the Soul 2000, AVAM Baltimore, Louis Soutter Kunstmuseum Basel 2005, Sybille! Museum Gugging, Vienne 2007.
Les principaux auteurs de l'Art Brut y sont représentés au travers de grands ensembles, parmi lesquels Aloïse Corbaz, Scottie Wilson, Josef Wittlich, Théo, Edmund Monsiel ou Madge Gill. La collection possède aussi des œuvres d'artistes proches de la Neuve Invention comme celles de Louis Soutter, Le Déserteur ou Marguerithe Brunat-Provins.

## Liste (non exhaustive) des artistes représentés dans la collection
- Yves d'Anglefort
- Giovanni Abrignani
- Anselme Boix-Vives
- Benjamin Bonjour
- David Braillon
- Aloïse Corbaz
- Fleury Joseph Crépin
- Jules Doudin
- Paul Duhem
- Yves Jules Fleury
- Franz Gablek
- Madge Gill
- Emile Josome Hodinos
- Itsuo Kobayashi
- Ernst Kolb
- Marc Lamy
- Gerard Lattier
- Raphaël Lonné
- Edmund Monsiel
- John (J.B.) Murray
- Michel Nedjar
- Nadmila Peyovic
- Jean Radovic
- Marco Raugei
- Andre Robillard
- Frederic Schroeder-Sonnenstern
- Gerard Sendrey
- Lewis Smith
- Louis Soutter
- Gaston Teuscher
- Jean Tourlonias
- Oswald Tschirtner
- Theodor Wagemann dit Théo
- Joseph Vignes dit "Pépé"
- August Walla
- Ben Wilson (The Chewing Gum Man)
- Scottie Wilson
- Josef Wittlich
- Adolf Wölfli
- Carlo Zinelli